# Kirsten Dyrman
Kirsten Dyrman (født 12. juli 1961 i Mou) er en dansk jurist og tidligere statasdvokat, der siden 2020 har været politidirektør for Østjyllands Politi.
Dyrman blev cand.jur. fra Aarhus Universitet i 1986.
Efter endt uddannelse blev hun politifuldmægtig i Hjørring og senere i Hvidovre samt i Frederikshavn og Hjørring, men blev i 1991 statsadvokatfuldmægtig ved Statsadvokaten i Viborg. I 1995 blev hun politiassessor af 1. grad hos politimesteren i Aalborg og i 1998 vicestatsadvokat i Aalborg. I 2009 blev hun konstitueret i stillingen som statsadvokat for Nord- og Østjylland og fulgte her flere større sager til dom. Eksempelvis sagen mod den såkaldte øksemand, der i 2012 ved Højesteret blev idømt ti års fængsel for at have forsøgt at angribe tegneren Kurt Westergaard med en økse i hans eget hjem.
Hun kom i 2011 til Den Uafhængige Politiklagemyndighed som direktør. I 2018 blev hun statsadvokat i Viborg og blev i 2019 udlånt til stillingen som statsadvokat for særlig økonomisk kriminalitet. En af mest opsigtsvækkende sager var sagen mod Britta Nielsen, der blev dømt for gennem 25 år at have svindlet 117 millioner kroner fra sin arbejdsplads, Socialstyrelsen.
Kirsten Dyrman tiltrådte i 2020 stillingen som politidirektør for Østjyllands Politi.